# Tove Ditlevsen
Tove Irma Margit Ditlevsen (ur. 14 grudnia 1917 w Kopenhadze, zm. 7 marca 1976 tamże) – duńska poetka i prozaiczka.

## Życiorys
Urodziła się 14 grudnia 1917 roku w Kopenhadze, w robotniczej rodzinie. Wychowała się w ubogiej dzielnicy. Trudne relacje z rodziną, a w szczególności z matką, pozostawiły piętno na jej dalszym życiu.
Zaczęła pisać wiersze, gdy miała dziesięć lat. Zadebiutowała w 1937 roku w magazynie „Vild Hvede”, publikując wiersz Til mit døde Barn o matce przemawiającej do martwego dziecka. Dwa lata później ukazał się jej pierwszy, dobrze przyjęty, tomik poetycki Pigesind. Z kolei debiutem prozatorskim Ditlevsen była wydana w 1941 roku powieść Man gjorde et Barn Fortræd. Znaczny rozgłos przyniósł jej utrzymany w tradycyjnej formie poetyckiej tomik Blinkende Lygter (1947), który opisywał doświadczenia życiowe kobiet. Na zamówienie duńskiego radia napisała dwie powieści: Vi har kun hinanden (1954) oraz To som elsker hinanden (1960). Prowadziła także rubrykę porad osobistych w tygodniku „Familie Journalen” oraz udzielała się na łamach innych czasopism. W 1956 roku została laureatką Złotych Laurów. W zbiorze esejów Flugten fra opvasken (1959) Ditlevsen wyprzedziła idee ruchów feministycznych, nawołując kobiety do wyzwolenia się z narzuconych im ról społecznych.
Twórczość Ditlevsen w znacznym stopniu oparta jest na jej doświadczeniach z dorastania w ubogiej, robotniczej dzielnicy, które pojawiają się m.in. w powieści Ulica dzieciństwa i w serii brutalnie szczerych wspomnień, które ukazały się w latach 1967–1971. Opisywała doświadczenia życiowe z punktu widzenia kobiet, nierzadko skupiając się na relacjach rodzinnych. Ważnym tematem jej twórczości była także niestałość miłości.
Zmagała się z uzależnieniem od leków. Popełniła samobójstwo.

## Twórczość
Za źródłami:

### poezja
- 1939: Pigesind
- 1942: Lille Verden: Digte
- 1947: Blinkende Lygter
- 1961: Den hemmelige rude
- 1969: De voksne
- 1973: Det runde værelse

### proza
- 1941: Man gjorde et Barn Fortræd
- 1943: Barndommens Gade, wyd. pol.: Ulica dzieciństwa. Agata Lubowicka (tłum.). Marpress, 2021. ISBN 978-83-7528-200-9. Brak numerów stron w książce
- 1944: Den fulde Frihed  – zbiór opowiadań
- 1946: For Barnets Skyld
- 1948: Dommeren – zbiór opowiadań, wyd. pol. jako Moja żona nie tańczy (razem z Paraplyen i Den onde lykke), tłum. Iwona Zimnicka, Wydawnictwo Czarne, Wołowiec 2022, ISBN 978-83-8191-549-6.
- 1952: Paraplyen – zbiór opowiadań
- 1954: Vi har kun hinanden
- 1959: Flugten fra opvasken – eseje
- 1960: To som elsker hinanden
- 1967: Barndom, wyd. polskie jako Trylogia kopenhaska (razem z Ungdom i Gift), tłum. Iwona Zimnicka, Wydawnictwo Czarne, Wołowiec 2021, ISBN 978-83-8191-291-4.
- 1967: Ungdom
- 1968: Ansigterne, wyd. pol.: Twarze. Elżbieta Frątczak-Nowotny (tłum.). Kojro, 2007. ISBN 978-83-916458-4-0. Brak numerów stron w książce
- 1971: Gift
- 1975: Tove Ditlevsen om sig selv
- 1975: Vilhelms værelse